# Рат у Грузији (2008)
Рат у Грузији се водио у августу 2008. године између Грузије са једне и Русије и грузијских отцепљених територија Абхазије и Јужне Осетије са друге стране. Након неколико дана жестоких окршаја у овој области између грузијске војске и снага Јужне Осетије, грузијски војници су 7. и 8. августа покушали да заузму град Цхинвали, главни град Јужне Осетије. Као одговор на ово уследио је руски напад на Грузију који је Москва оправдала одговором на напад на руске мировне снаге у Јужној Осетији и заштитом својих држављана у Грузији. Абхазија је такође напала грузијске снаге које су се од раније налазиле на делу њене територије након завршетка претходног рата 1993.
По извештају Уједињених нација, број избеглица из Јужне Осетије који је побегао у Русију је око 30.000 од укупно 70.000 становника који су живели ту пре рата, док је 68.000 Грузина морало да напусти своје домове.
Русија и Грузија су уз посредовање Европске уније потписале примирје 15. августа 2008. у ком су се Руси обавезали да ће се повући са грузијске територије. Грузија је често исказивала незадовољство темпом руског повлачења и присуством руске војске у црноморској луци Поти.
Руска дума је званично признала независност Абхазије и Јужне Осетије 26. августа, што је Грузија окарактерисала као чин анексије. Једнострано руско признање је изазвало осуду неких земаља попут САД и неких чланица Европске уније због кршења територијалне целовитости Грузије, док је Русија претходни случај признања Косова и Метохије наводила као преседан који је омогућио сепаратистичким областима да добију независност.

## Позадина сукоба
Осети су ирански народ чија је постојбина била дуж реке Дон. На Кавказ су дошли у 13. веку након што су их из њихове домовине протерали Монголи. Неки кланови су се населили на територији данашње Северне Осетије-Аланије (део Русије) и Јужне Осетије.
Јужна Осетија, у којој Грузини чине око једне петине становништва (14 000) од укупно 70 000 становника, фактички се одвојила од Грузије у Јужноосетијском рату 1991—1992. Руске, грузијске и јужноосетијске мировне снаге су од тада размештене у овој области под мандатом Заједничке контролне комисије. Примирје из 1992. године је такође дефинисало и зону сукоба око јужноосетијске престонице Цхинвалија и безбедносни коридор дуж граница Јужне Осетије.
На референдуму о независности Јужне Осетије из 2006. који је организовала јужноосетијска влада, за потпуну независност се изјаснило 99% гласача. Грузија је тада оптужила Русију за анексију њене међународно признате територије и постављање марионетске владе на челу са Едуардом Кокојтијем и неколико званичника који су служили у Руској армији и Федералној служби безбедности. Повратак Јужне Осетије и Абхазије под територијални интегритет Грузије био је циљ грузијског председника Михаила Сакашвилија још од његовог доласка на власт у ружичастој револуцији из 2003.
Са друге стране, велика већина Јужноосетијаца поседује руски пасош и тиме се квалификује за заштиту по члану 80 Устава Руске Федерације.
Грузија је од Бугарске, Украјине и Србије купила знатан ратни арсенал, (само од Израела за 500.000.000 долара) а један део њене војске обучавали су маринци из САД и израелски генерали (нпр. Гал Хирш).

## Хронологија

#### 1. август — 7. август: Почетак сукоба
Сукоби између грузијске војске и паравојних снага Јужне Осетије су избили у касним сатима 1. августа 2008. године. У овим сукобима је погинуло шесторо људи, а повређен је још 21 човек. Обе стране су се међусобно оптуживале за почетак сукоба. Јужноосетијске власти су изјавиле да је шесторо људи погинуло, а још 15 рањено када су грузијске снаге отвориле ватру, и након тога бомбардовале главни град Јужне Осетије Цхинвали, а командант руских мировних снага је изјавио да је један јужноосетијски војник убијен из снајпера, са полицијске станице под контролом Грузије. Он је такође изјавио да је у Цхинвалију из снајпера убијено најмање троје људи. Јужноосетијска страна тврди да је пуцњава и бомбардовање настављено и преко ноћи 2. августа. Грузијски министар одбране Мамука Курашвили је изјавио да је Грузија отворила ватру као одговор на гранатирање грузијских села. Грузијски министар унутрашњих послова је изјавио да је током гранатирања повређено 6 цивила и 1 грузијски полицајац. Курашвили је такође изјавио да сматра да су руске мировне снаге учествовале у гранатирању села. Грузијска страна је такође изјавила да је 5 полицајаца повређено, када је њихово возило погођено са две експлозивне направе.
Руска влада је 3. августа дозволила грађанима Јужне Осетије да се евакуишу у Русију, тако да је првог дана 20 аутобуса са избеглицама напустило Јужну Осетију

#### 7. август — 8. август: Грузијски напад
Снајперски напади су учестали 7. августа, а током дана отпочело је и дејствовање грузијске артиљерије. Гранате су погађале пограничне пределе Јужне Осетије, укључујући убрзо и саму престоницу Цхинвали, која се налази у пограничном подручју. Након тога, Грузија је једногласно прогласила примирје, али су напади обновљени око поноћи по локалном времену. Нови напад је био најжешћи: укључена су сва артиљеријска средства (међу њима вишецевни ракетни бацачи, самохотке) али и ратно ваздухопловство. Наредног јутра, грузијска војска потпомогнута артиљеријом опкољава Цхинвали и креће у офанзиву. Званичници Јужне Осетије јављају да више од хиљаду војника креће ка граду. Руски званичници јављају о бар десет мртвих и око 30 рањених руских миротвораца. Грузијске власти у преподневним сатима објављују да су ушли у Цхинвали. Када је изгледало да је све готово, грузијска страна око поднева проглашава трочасовно примирје, у намери да цивили напусте град. Број избеглица је процењен на око 30.000, док је број страдалих порастао на око 1400. Званичници Јужне Осетије говоре о „потпуно разореном граду“ и о „етничком чишћењу“ града и околних села. У месецима након рата, оптужбе су ишле дотле, да су поједини јужноосетијски и руски извори оптуживали Грузију да је 7. августа починила геноцид.
У међувремену, Грузија је оптужила Русију за агресију, тврдећи да су најпре њени бомбардери дејствовали у спорном подручју. Русија је одговорила покретањем контраофанзиве.

#### 8. август: Руско ангажовање
Руски тенкови и оклопна возила су у раним поподневним часовима отпочели контраофанзиву, крећући од своје јужне границе у „мисију појачања нападнутим мировњацима“. У поподневним часовима стигли су до готово потпуно разрушеног Цхинвалија, приморавши грузијске снаге на повлачење. Део снага који је остао у граду, био је нападнут и до наредног јутра је уништен, или се повукао. Сазнавши за ово, Сакашвили је оптужио Русију за отпочињање рата, најавивши да ће у току ноћи завести ратно стање. Увече, грузијске власти су саопштиле да је бомбардована њихова лука Поти на Црном мору.

#### 9. август: Ратно стање у Грузији и Абхазији
У преподневним часовима, Сакашвили потписује одлуку о ратном стању, коју потврђује парламент. Истовремено, у другој спорној области, Абхазији врши се делимична мобилизација и евакуација дела становништва на граници са Грузијом. У току дана, у 5 области Абхазије такође се проглашава ратно стање. Абхазијски званичници најављују да ће учинити све што је потребно да се помогне народу Јужне Осетије. У поподневним часовима отпочињу борбе у Кодорском кланцу- једином делу Абхазије који су контролисале грузијске снаге. Истовремено, руско министарство одбране потврђује да је разрушени Цхинвали сада под њиховом контролом, али да је грузијска војска још увек у Јужној Осетији. Увече, медији преносе како је руско ратно ваздухопловство бомбардовало Гори- град на северу централне Грузије, као и поново луку Поти.

#### 10. август: Ангажовање руске Црноморске флоте
У току дана, руска врховна команда потврђује да је Црноморској флоти наложено да се покрене из луке у Севастопољу (Украјина) према абхазијској обали, како би блокирала наводно грузијско снабдевање оружјем из Украјине. Украјина је са своје стране најавила да ће отказати гостопримство руској флоти, како „не би била увучена у конфликт“. Русија је навела да ће вратити бродове у Севастопољ, јер јој је тадашњи уговор са Украјином о гостопримству истицао тек 2017. године. Владимир Путин је након посете избеглицама у Северној Осетији-Аланији изјавио да је тешко поверовати да ће Грузија после свега контролисати своје спорне територије. Током дана су биле обновљене спорадичне борбе у Јужној Осетији, али су се грузијске трупе углавном повукле. У вечерњим часовима, Руска морнарица је код Абхазије потопила један мањи грузијски брод, наоружан ракетама. Према западним изворима, бомбардовани су Гори, лука Поти и војни аеродром и радарско постројење код самог Тбилисија. У међувремену, број избеглих из Јужне Осетије досегао је преко 30.000- око пола становништва Цхинвалија. Медведев је изјавио да се то не може другачије окарактерисати него као геноцид и позвао на формирање ад хок трибунала за ратне злочине.

#### 11. август: Борбе изван спорних територија
У току ноћи, Русија је Грузији дала ултиматум да до 8 часова пре подне 11. августа разоружа све трупе у Абхазији. Ултиматум је одбачен и обновљене су борбе у Кодорском кланцу. У току дана руско РВ је бомбардовало више циљева у Грузији и угрожавало сам Тбилиси. У поподневним часовима, према западним изворима, руска војска је отпочела напад, отварајући два фронта изван спорних територија: из Јужне Осетије према Горију и изван Абхазије према Потију. Увече, Грузија је чак тврдила да су они пали, а Сакашвили говори у две изјаве да је више од пола Грузије под руском контролом и да је Грузија преполовљена. Русија је то демантовала. Ипак, у изјави за британску мрежу "Скај", неки грузијски војници су рекли како су у потпуном повлачењу према Тбилисију.

#### 11—13. август: Примирје
Француски министар спољних послова Бернар Кушнер и фински дипломата Александар Стуб су отпутовали у Тбилиси, како би пружили подршку целовитости Грузије. Том приликом, Сакашвили је потписао француски предлог о примирју, којим се све стране повлаче са ратишта. Увече, заједно са француским председником, Николом Саркозијем, отпутовали су у Москву, како би убедили Дмитрија Медведева да учини исто. Иако се током дана чинило да он то неће учинити, нарочито након што је на петој узастопној седници СБ УН предлог одбачен, наредног јутра, Медведев је наредио обуставу ватре. Током дана, Сакашвили је тврдио да је бомбардовање Грузије настављено. Борбе у Абхазији су настављене потискивањем грузијских трупа. 13. августа, руске трупе су напустиле Гори и на тренутак се упутиле према југу, многе натеравши да посумњају како се крећу према Тбилисију. Ипак, пар сати касније, испоставило се да су они то учинили да би разоружали и уништили грузијску базу око 16 километара јужно од Горија. Након тога, објављено је повлачење са грузијске територије.

#### Дани након објављивања примирја
Абхазијске трупе су 13. августа овладале Кодорским кланцем и протерале грузијске снаге. Истог дана руска војска је виђена на путу од Горија до Тбилисија, али је на пола сата од Тбилисија скренула на север и улогорила се. Грузијска војска се утврдила на путу 10 km од Тбилисија.
"Ројтерс“ је 15. августа изјавио да је руска војска стигла на 55 km од Тбилисија, најближе од почетка рата, и да се зауставила у Игоетију. Тог дана је америчка државна секретарка Кондолиза Рајс допутовала у Тбилиси, где је Сакашвили потписао мировни план у њеном присуству.
Руси су 16. августа заузели Поти, као и војне базе у Горију и Сенакију.

#### Руско повлачење
Дмитриј Медведев је изјавио да ће Русија започети повлачење своје војске 18. августа, а да ће се окончати до 25. августа. Анатолиј Ноговицин је изјавио да ће Русија задржати тампон-зоне око Јужне Осетије и Абхазије у којима ће успоставити 18 контролних станица унутар грузијске територије, укључујући 8 станица на грузијској територији која није била предмет спора, а једна ће бити мало изван Горија. Руски извори су наводили да је то у складу са извештајем Заједничке контролне комисије из 1999. који обезбеђује безбедносни коридор око Јужне Осетије у ком су миротворци могли да патролирају. Русија тврди да овај извештај имплицира ауторитет да држи своју војску на главној грузијског саобраћајници коју спаја Тбилиси са црноморским лукама.
Руски војници су почели да напуштају Гори 22. августа. Русија је изјавила да ће њени војници наставити да патролирају најважнијом грузијском луком Поти, иако се тај град није налазио у њиховој тампон-зони.

## Последице

### Руско признање независности Јужне Осетије и Абхазије и реакције
Руска државна дума је 25. августа 2008. јавно и једногласно изгласала резолуцију којом се позива руски председник Дмитриј Медведев да званично призна Абхазију и Јужну Осетију као независне државе. Медведев је следећег дана потписао указе којима је то и учинио. Грузија је оценила овај потез као анексију своје територије.
Председавајући ЕУ, француски министар иностраних послова Бернар Кушнер, је запретио Русији увођењем санкција.. Неколико чланица Европске уније, попут Немачке и Холандије су се успротивиле оваквим претњама, због енергетске зависности тих земаља од Русије. Сергеј Лавров је са своје стране ову Кушнерову претњу назвао производом „болесне маште“ и „политичке дезоријентације". Рат између Русије и Грузије је додатно погоршао односе између Сједињених Држава и Русије, што је многе људе подсетило на период Хладног рата. Владимир Путин је оптужио САД да користе сукоб како би утицали на исход председничких избора у САД у корист републиканског кандидата Џона Мекејна.
Руски чин признања независности Абхазије и Јужне Осетије је повукао многе паралеле са признањем независности Косова и Метохије, када је Русија бранила територијалну целовитост Србије, а западне земље признале Косово као независну државу.

### Ставови појединих земаља
Прогрузијски ставови
 Амерички председник, Џорџ В. Буш, назвао је руско уплитање у сукоб „агресијом“, оптужио Русију за изазивање рата и додао да „насилне провокације и уплитање у конфликте нису начин за вођење спољне политике у 21. веку“. Бушов заменик, Дик Чејни, је додао да „руска агресија неће проћи без одговора“
.
 Украјински председник Виктор Јушченко је најавио да ће ускратити гостопримство руској црноморској флоти на Криму.
Проруски ставови:
 Поред чињенице да се и сама умешала у рат, Абхазија је понудила Русији своју луку Сухуми као ново седиште црноморске флоте. Овим би Русија прекинула договор са Украјином из 1997. године, којим годишње плаћа за кримску луку 98 милиона долара до 2017. године.
 Са друге стране, италијански министар спољних послова, Франко Фратини је изјавио како „не можемо стварати антируску коалицију у Европи“ и „како смо у овом случају блиски Русији“.
Неутрални ставови:
  Француска и Немачка су заузеле посреднички став, настојећи да доведу до окончања сукоба.
 Министар иностраних послова Уједињеног Краљевства, Дејвид Милибанд, назвао је руску акцију „опасном и погрешном“, али је, након што је информисан о могућим грузијским злочинима, такође и њихове акције назвао „опасним“.

### Гомилање бродова у Црном мору
НАТО је у Црно море послао неколико ратних бродова. Председник Украјине Виктор Јушченко, чија је земља била у тренутку рата потенцијални кандидат за члана НАТО пакта, је најавио да ће тражити ревизију уговора о уступању севастопољске луке руској Црноморској флоти.

### Злочини и избеглице
Приликом прве годишњице рата, истражни комитет при тужилаштву Руске Федерације објавио је списак злочина које је починила грузијска армија. Према том извештају, у главном граду и другим насељеним местима у Јужној Осетији потпуно је уништено и спаљено 655 стамбених јединица. Још око две хиљаде је делимично оштећено. Више од 33.000 становника Јужне Осетије је морало да побегне из земље.
У извештају се каже и да је утврђено да је Грузија користила забрањене касетне бомбе и авионске бомбе од 500 килограма против цивилног становништва. Из свих врста оружја, укључујући и системе „град” који спаљују све пред собом, гађане су медицинске установе, подруми и цркве у којима су се скривали цивили. Грузијски снајпери гађали су колоне избеглица које су напуштале своје домове.